# Kapelle zur Schmerzhaften Muttergottes (Göggingen)

Kapelle zur Schmerzhaften Muttergottes in Augsburg-Göggingen von Osten

Die Kapelle zur Schmerzhaften Muttergottes am Nordrand von Augsburg-Göggingen ist eine neugotische Wegkapelle zwischen dem Haus Gögginger Straße 98 und der Augsburger Ringbahn, die in diesem Bereich die Grenze zwischen Göggingen und dem Antonsviertel bildet.

## Geschichte und Beschreibung

Barocke Madonna im rechten nördlichen Teil der Kapelle

Erbaut wurde die Kapelle im Jahre 1840 an der alten Stadtmauer beim Gögginger Tor (wo sich der heutige Königsplatz befindet), das 1860 wie die westliche Stadtmauerpartie abgerissen wurde. Im Zuge der Umgestaltung der Innenstadt wurde die Kapelle in den Jahren 1860 bis 1862 zweimal versetzt, zunächst wohl an einen Ort an der Morellstraße, schließlich an ihren heutigen Standort auf dem Gelände der ehemaligen Seilerei Baur. Dabei wurde eine der Frömmigkeit zugrunde liegende Tradition fortgesetzt, bei der an der Alleestraße von Augsburg nach Göggingen Wegkapellen errichtet wurden.

Blick ins Innere

Die Kapelle ist ein von Ost nach West gerichteter neugotischer Walmdachbau auf querrechteckigem Grundriss mit eingezogenem Flachchor. Zur Straßenseite hin zeigen sich drei Spitzbogenöffnungen mit Eisengittern. Auf der nördlichen Seite befindet sich eine Spitzbogentür, nach Süden ein Fenster.
Im dreiseitig geschlossenen Chor steht ein neugotischer Flügelaltar, in dessen Mittelschrein eine qualitätvolle, ausdrucksstarke Pietà zu sehen ist, assistiert in den Außenschreinen von dem auferstandenen und in den Himmel auffahrenden Christus. Im Zentrum des Altargesprenges ist eine Kreuzigungsgruppe angebracht. Etwa zwei Meter nordöstlich des Altars im rechten Kapellenbereich steht eine große barocke Madonna im Stil der „Weilheimer Bildhauerschule“ an der Westwand.